# ФК ФКСБ
Фудбалски клуб ФКСБ (рум. Fotbal Club FCSB) раније ФК Стеауа Букурешт, професионални је румунски фудбалски клуб који игра у Првој лиги Румуније. 
ФКСБ је најуспешнији фудбалски клуб у Румунији по броју освојених титула у националном првенству (27) и трофеја националног купа (24). Први је клуб из источне Европе који је освојио Куп шампиона, то му је пошло за руком 1986. Поново су стигли до финала 1989, али их је Милан поразио са 4:0. Закључно са августом 2021. су једини фудбалски клуб из Источне Европе који је 2 пута играо финале Купа европских шампиона.

## Историја
ФКСБ је основан 7. јуна 1947. године, на иницијативу неколико официра Румунске Краљевске Куће. Оснивање је одржано након потписивања декрета од стране генерала Михаила Ласкара, високог команданта Румунске Краљевске војске. Првобитно име клуба је било АСА Букурешт (Asociaţia Sportivă a Armatei – Војни спортски савез). Спортско друштво је чинило 7 секција, укључујући и фудбал. 1948. године клуб је променио назив у КСЧА (Clubul Sportiv Central al Armatei - Војни централни спортски клуб), а две године касније у КЧА (Casa Centrală a Armatei - Централни дом Војске).
1949. под именом КСЧА осваја свој први трофеј, румунски куп, победом над Универзитатеом из Клужа од 2:1 у финалу.
Крајем 1961. клуб поново мења назив у КСА Стеауа Букурешт (Clubul Sportiv al Armatei Steaua - Војни спортски клуб Стеауа). Ново име клуба садржи назив стеауа(звезда) због присуства црвене звезде на свом грбу. У току наредне две деценије клуб је освојио свега 3 титуле првака државе, али су зато освојили 9 националних купова, због чега су постали познати као специјалисти за куп. За време тог периода 9. априла 1974. отворен је стадион Генчеа пријатељском утакмицом против ОФК Београда.
Под вођством тренера Емерика Јенеиа и Ангела Јорданескуа, Стеауа је на импресиван начин освојила првенство сезоне 1984–1985, после 6 година паузе. Након тога, Стеауа је постала први румунски клуб који је дошао до финала Купа шампиона 1986, где су победили Барселону резултатом 2:0 после извођења пенала (захваљујући голману Хелмуту Дукадаму који је одбранио сва 4 пенала Шпанцима), након 0:0 у регуларном делу. Стеауа је тако постала први источноевропски клуб који је постао првак Европе. Исте године Стеауа осваја и Европски суперкуп, победом над Динамом из Кијева резултатом 1:0. Стеауа је остала у врху европског фудбала до краја 80-их, тако што је дошла до полуфинала Купа шампиона 1988, и још једном до финала 1989. где су били поражени од Милана са 4:0. То се десило након 4 узастопна освојена првенства, и 4 освојена купа. Од јуна 1986. до септембра 1989. Стеауа је забележила 104 меча без пораза, што је у то време био светски рекорд, док је то још увек европски рекорд.
1989. Румунска револуција је довела земљу на слободно отворено тржиште, и тако је неколико играча из 80-их отишло у западне клубове. Убрзо следи брз опоравак и клуб осваја 6 узастопних титула између 1992/93. и 1997/98, као и 3 купа. У Европи клуб је играо 3 пута заредом групну фазу Лиге шампиона од 1994/95. до 1996/97.
Године 1998. фудбалски клуб је одвојен од КСА Стеауе и заувек променио име у ФК Стеауа Букурешт. Сезоне 2005–2006. Стеауа је стигла до полуфинала Купа УЕФА, где их је елиминисао Мидлзбро поготком у последњем минуту. Исте сезоне Стеауа је освојила Суперкуп Румуније, и то је био 50. трофеј клуба у историји.
Током 2017. године, клуб је био приморан да, због спора са Војском Румуније, промени име у FCSB.

## Успеси

### Домаћи
- Прва лига Румуније:

Првак (28–рекорд) : 1951, 1952, 1953, 1956, 1959/60, 1960/61, 1967/68, 1975/76, 1977/78, 1984/85, 1985/86, 1986/87, 1987/88, 1988/89, 1992/93, 1993/94, 1994/95, 1995/96, 1996/97, 1997/98, 2000/01, 2004/05, 2005/06, 2012/13, 2013/14, 2014/15, 2023/24, 2025/26.
Други (19) : 1954, 1957/58, 1962/63, 1976/77, 1979/80, 1983/84, 1989/90, 1990/91, 1991/92, 2002/03, 2003/04, 2006/07, 2007/08, 2015/16, 2016/17, 2017/18, 2018/19, 2020/21, 2021/22, 2022/23.
- Куп Румуније:

Освајач (24–рекорд) : 1948/49, 1950, 1951, 1952, 1955, 1961/62, 1965/66, 1966/67, 1968/69, 1969/70, 1970/71, 1975/76, 1978/79, 1984/85, 1986/87, 1987/88, 1988/89, 1991/92, 1995/96, 1996/97, 1998/99, 2010/11, 2014/15, 2019/20.
Финалиста (8) : 1953, 1963/64, 1976/77, 1979/80, 1983/84, 1985/86, 1989/90, 2013/24.
- Суперкуп Румуније:

Освајач (6–рекорд) : 1994, 1995, 1998, 2001, 2006, 2013.
Финалиста (4) : 1999, 2005, 2011, 2014.
- Лига куп Румуније:

Освајач (2–рекорд) : 2014/15, 2015/16.

### Међународни
- Куп европских шампиона:

Освајач (1) : 1985/86.
Финалиста (1) : 1988/89.
Полуфинале (1) : 1987/88.
- Суперкуп Европе:

Освајач (1) : 1986.
- Интерконтинентални куп:

Финалиста (1) : 1986.
- Куп УЕФА:

Полуфинале (1) : 2005/06.
- Куп победника купова:

Четвртфинале (2) : 1971/72, 1992/93.